# Prvi prijelazni period
Prvi prijelazni period je ime koje egiptolozi obično daju razdoblju drevnog Egipta između kraja Stare Države i početka Srednje Države. Neki povjesničari za pad stare države uzimaju šestu a neki osmu egipatsku dinastiju. Zbog toga se u prvi prijelazni period mogu svrstati: sedma, osma, deveta, deseta i veći dio jedanaeste egipatske dinastije.
Stara država je bila oslabljena glađu i slabom vlašću. Jedna od teorija je da se dogodilo katastrofalno smanjivanje količine Nilskih poplava. To je trajalo 2 ili 3 desetljeća, a uzrok tomu je bilo globalno zahlađenje koje je uzrokovalo smanjenje količine padalina u Egiptu, Etiopiji i Istočnoj Africi. To je bio uzrok velike gladi i pada stare države. 
Posljednji faraon šeste dinastije bio je Pepi II. Neferkare (ili možda Nitocris). Bilo mu je 6 godina kada je došao na vlast, a vjeruje se da mu je bilo 100 godina kada je umro što znači da je vladao 94 godina, duže od bilo kojeg drugog monarha u povijesti. Posljednje godine njegove vladavine obilježila je neučinkovitost zbog Pepijeve starosti. Slijedilo je razdoblje nemira. Zajednica Gornjeg i Donjeg Egipta se raspala a regionalni vladari su se morali samo nositi s glađu.
Oko 2160.p. K. Nova loza faraona (devete i desete dinastije) ujedinila je Donji Egipat iz svog glavnog grada Herakleopolis Magna, potekli su od faraona pod imenom Akh-toy. U međuvremenu je suparnička loza (jedanaesta dinastija) ujedinila Gornji Egipat s glavnim gradom u Tebi.  
Oko 2055.p.K.nasljednik Intefa III. porazio je faraone Donjeg Egipta i ponovno ujedinio dvije države i time završio prvi prijelazni period. Vladao je pod imenom Mentuhotep II.